# Журавлёв, Иван Петрович
Иван Петрович Журавлёв (19 октября 1905, Тверская губерния — 3 мая 1989, Ленинград) — советский военачальник, генерал-лейтенант авиации (1943), Герой Советского Союза (1940).

## Биография
Родился в 1905 году в д. Переварово Тверской губернии в крестьянской семье. В 1907—1923 годах жил в Колпино, где и окончил школу.

### Начало службы
В 1924 начал службу в РККА и был направлен на учёбу в Ленинградскую военно-теоретическую школу лётчиков, по окончании которой в 1925 продолжил обучение во 2-й Борисоглебской школе лётчиков, выпущен в 1927 младшим лётчиком. В феврале 1929 — ноябре 1938 служил в посёлке Кречевицы на должностях: старший лётчик, командир корабля, командир авиационного отряда, командир эскадрильи, помощник командира полка бомбардировочной авиации. В 1936 за успехи в боевой подготовке был награждён Орденом Ленина.
С апреля 1938 года — старший лётчик-инспектор ВВС Ленинградского военного округа (ЛВО).

### Советско-финская война
С началом Советско-финской войны майор И. П. Журавлёв проводит большую работу по формированию частей Северо-Западного фронта, 1 февраля 1940 он был назначен командиром 2-й эскадрильи 85-го особого скоростного бомбардировочного авиаполка (самолёты СБ). Эскадрилья отлично действовала в ходе войны, совершила 185 боевых вылетов в исключительно сложных метеоусловиях, в том числе ночью. И. П. Журавлёв лично совершил 18 ночных боевых вылетов, вслепую, при метеоусловиях, когда вся остальная авиация фронта действовать не могла, бомбил железнодорожные узлы финнов, плотину на Сайменском канале, артиллерийские позиции. Кроме этого, он испытал на практике новый вид бомбометания — парашютными бомбами с малых высот. Его служба во время советско-финской войны была высоко оценена — 7 апреля 1940 ему было присвоено звание Героя Советского Союза со вручением ордена Ленина и медали Золотая Звезда № 256.
С марта 1940 вновь лётчик-инспектор ВВС ЛВО. С 1940 года — член ВКП(б). Перед Великой Отечественной войной он был назначен заместителем командующего ВВС ЛВО А. А. Новикова.

### Великая Отечественная война
В начале Великой Отечественной войны полковник И. П. Журавлёв на той же должности, 24 июня 1941 ЛВО был преобразован в Северный фронт, где он также был назначен заместителем командующего ВВС. 24 августа 1941 Северный фронт был разделён на Ленинградский и Карельский фронты, И. П. Журавлёв был назначен заместителем командующего ВВС Ленинградского фронта.
В октябре 1941 он назначен начальником восточной оперативной авиационной группы ВВС Ленинградского фронта, участвовал в Тихвинских оборонительной и Тихвинской наступательной операциях. В феврале 1942 года, когда группа была преобразована в ВВС Волховского фронта, становится их командующим, участвовал в Любаньской операции.
27 июня 1942 ВВС Волховского фронта были преобразованы в 14-ю воздушную армию, назначен её командующим. Участвовал в Синявинской операции, Операции Искра, Мгинской, Ленинградско-Новгородской, Псковско-Островской, Тартуской, Рижской и Прибалтийской операциях.
27 ноября 1944 управление 14-й воздушной армии было выведено в резерв Ставки ВГК, соединения и части переданы в другие воздушные армии, однако И. П. Журавлёв оставался командующим армией до февраля 1947.
За время войны семь раз упомянут в благодарственных приказах Верховного Главнокомандующего

### После войны
После войны учился на Высших академических курсах (ВАК) при Академии Генштаба. После их окончания, в июле 1948, назначен командующим ВВС Беломорского военного округа, с мая 1950 — командующий 76-й воздушной армией.
С февраля 1956 в отставке по состоянию здоровья. В отставке персональный пенсионер, жил в Ленинграде, участвовал в патриотическом воспитании молодёжи. Инициатор создания музея боевой славы при школе № 27 Новгорода.
Умер в 1989 году в Ленинграде. Похоронен на лесном кладбище в посёлке Репино.

## Воинские звания
- Полковник — 1940;
- генерал-майор авиации — 29.10.1941;
- генерал-лейтенант авиации — 30.04.1943.

## Награды
- Медаль «Золотая Звезда» Героя Советского Союза (№ 256, 07.04.1940);
- три ордена Ленина (1936, 07.04.1940, 20.06.1949[4]);
- четыре ордена Красного Знамени (в том числе 23.11.1942, 03.11.1944[4], 30.04.1954[4]);
- орден Богдана Хмельницкого 1 степени (29.06.1945);
- два ордена Суворова 2-й степени (8.02.1943, 19.08.1944);
- орден Отечественной войны 1-й степени (11.03.1985[5]);
- медали СССР.

Награда Польши
- Орден Виртути Милитари.

Почётные звания
- Почётный гражданин Волхова — после войны;
- Почётный гражданин Новгорода — 27.06.1985.